# 花菱美希
花菱 美希（はなびし みき）は、畑健二郎の漫画作品およびそれを原作とするアニメ『ハヤテのごとく!』に登場する架空の人物。アニメでの声優は中尾衣里。
なお、当該作中登場人物の一人である西沢歩については、作中では主に「西沢さん」の呼称が用いられるが、本項では以下「歩」と表記する。

## プロフィール
- 誕生日：9月9日
- 血液型：AB型
- 年齢：16歳
- 身長：151cm
- 体重：42kg

## 人物像
ハヤテと同じクラスの女の子。家族構成は父、母、祖父。作者曰く「ツッコミ要員」。学級副委員長で自称「クールな参謀・副委員長ブルー」。生徒会の下っ端の役員。動画研究部部員。泉、理沙とは小学校の頃からの仲で、3人娘の中ではリーダー格。原作初期では普通の女口調だったが、最近では理沙同様男口調になっている。髪はややブルーがかった灰色（アニメではややくすんだ水色）で瞳は灰色で描かれている。生徒会3人娘の中で一番ヒナギクに近い位置にいる。
基本的に楽なことを好む。運動や勉強は嫌いで、テストの後は雪路の補習を受けていたほか、高尾山ハイキングでもへばってナギと共に悪態をついていた。実際に要領の悪い一面があり、泉と理沙が、生徒会は絶対に競技に出場しないといけないので、楽な種目を選んだのに、自分だけサボろうとしたのが裏目に出て、一番難しい種目に出場する羽目になった。
ヒナギクとの仲は、小学生の頃に通っていた塾でイジメられていたのを助けられたことから。ヒナギクの男らしい言葉に惹かれ、バレンタインデーにはチョコを渡している。ヒナギクを困らせることを好んで行うが、愛情の裏返しだと思われる。マラソン自由型ではヒナギクのペアとして出場させられ、あまりのハードさに釣り橋付近で涙目になるほどの限界に達した。高所恐怖症で釣り橋を渡れないヒナギクのためにわざと参加資格のバラを散らしてリタイアし、自分で責任をかぶるなど、どこまでもヒナギクにカッコよさを求める。このような一連の行動から、ノリはほとんど同性愛者である。本人も自覚しているらしく、ハヤテに「たとえ禁断の愛でも好きな気持ちに変わらない」「告白しても受け入れて貰えないのを知っているから見上げているだけ」と発言している。ヒナギクがハヤテに思いを寄せていることを本人より早く察しており、ヒナギクの機嫌を直すために2人きりで映画に行かせたりもしているが、いい気はしていない。
アニメ第1期第27話・第28話では執事バトルに出させるべくヒナギクを臨時執事に仕立てたり、また同第50話の女子高生ウルトラクイズ大会でもヒナギクとのペアで出場している。
クールで毒舌。「余程のことでなければ落第しない」白皇学院で落第しそうなほど頭が悪い。食べるカレーは甘口。代々政治家の家系の家に生まれ、祖父は内閣総理大臣経験者、親も政治家である。その縁を使い、情報収集やパーティ開催も得意。特に情報収集についてはハヤテの過去まで把握している。泉と同じくハヤテを「ハヤ太君」と呼んでいる。また、アニメ第1期では泉と隣の席である。
2年進級時には、1年の時と同じくハヤテ・ナギ・泉・理沙と同じクラスになり、ヒナギク・愛歌・千桜も同じクラスになった。
クレジットカードの限度額は108万円とかなりの金持ちであるが、執事は普段はついていない（アニメ第1期）。普段から家族で行くため、理沙と同じく高級レストランを「ファミレス」呼ばわりしている。

## 備考
- アニメ第1期の監督・川口敬一郎は、スタッフが描きにくいキャラであると言っている[5]。
- アニメ第1期第44話ではアニメ制作会社のスタジオにて自ら原画を書いている（演じる中尾の特技を活かしたものである）。
- 回想も含め、家族が一度も登場してない。また、三人娘の中では、唯一、兄弟がいない。
- 三人娘の中では、唯一、ドラマ版に登場している。